# Колібрі-шаблекрил мангровий
Колі́брі-шаблекри́л мангровий (Phaeochroa cuvierii) — вид серпокрильцеподібних птахів родини колібрієвих (Trochilidae). Мешкає в Мексиці, Центральній і Південній Америці. Вид названий на честь французького натураліста Жоржа Леопольда Кюв'є. Це єдиний представник монотипового роду Мангровий колібрі-шаблекрил (Phaeochroa).

## Опис

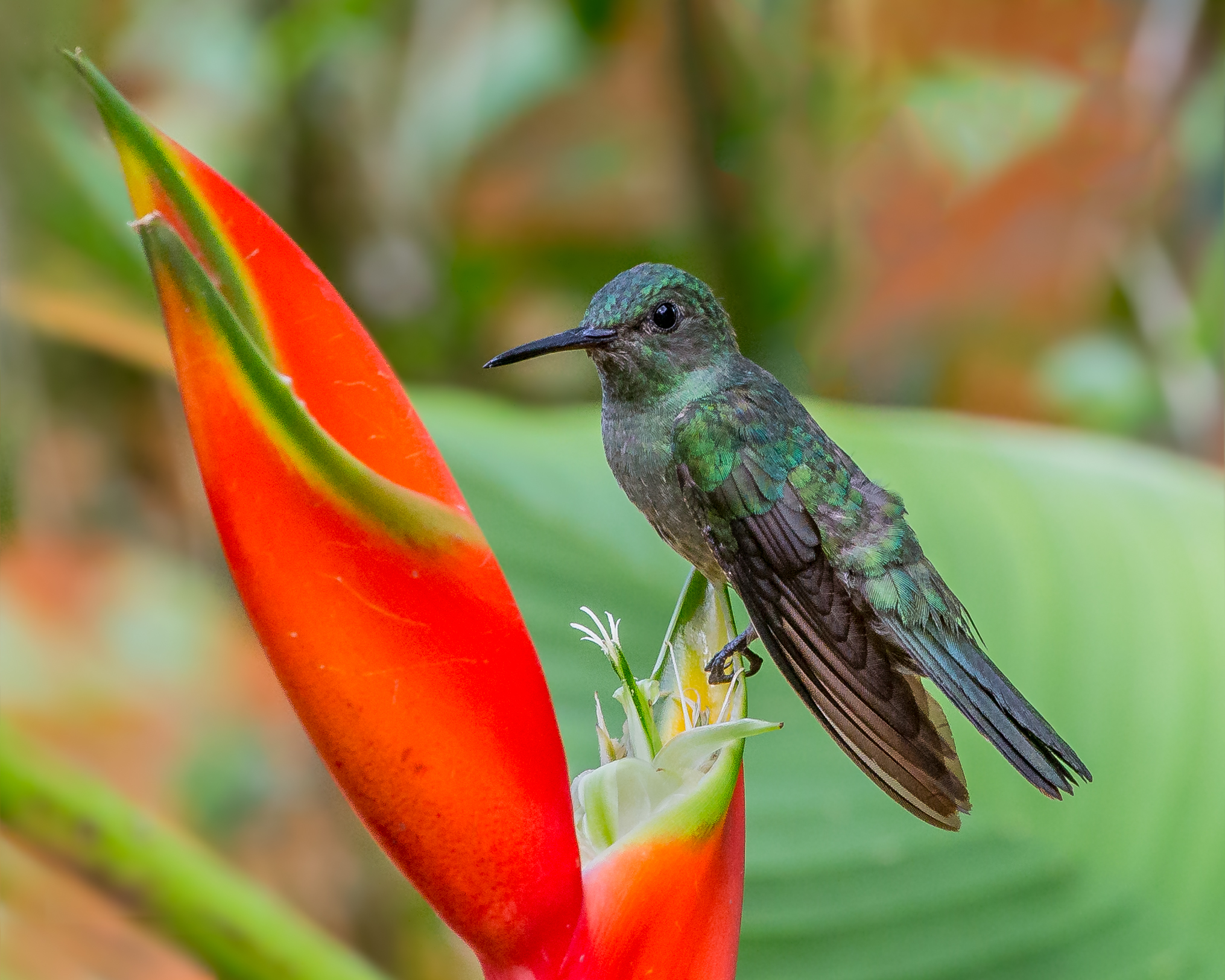
Мангровий колібрі-шаблекрил

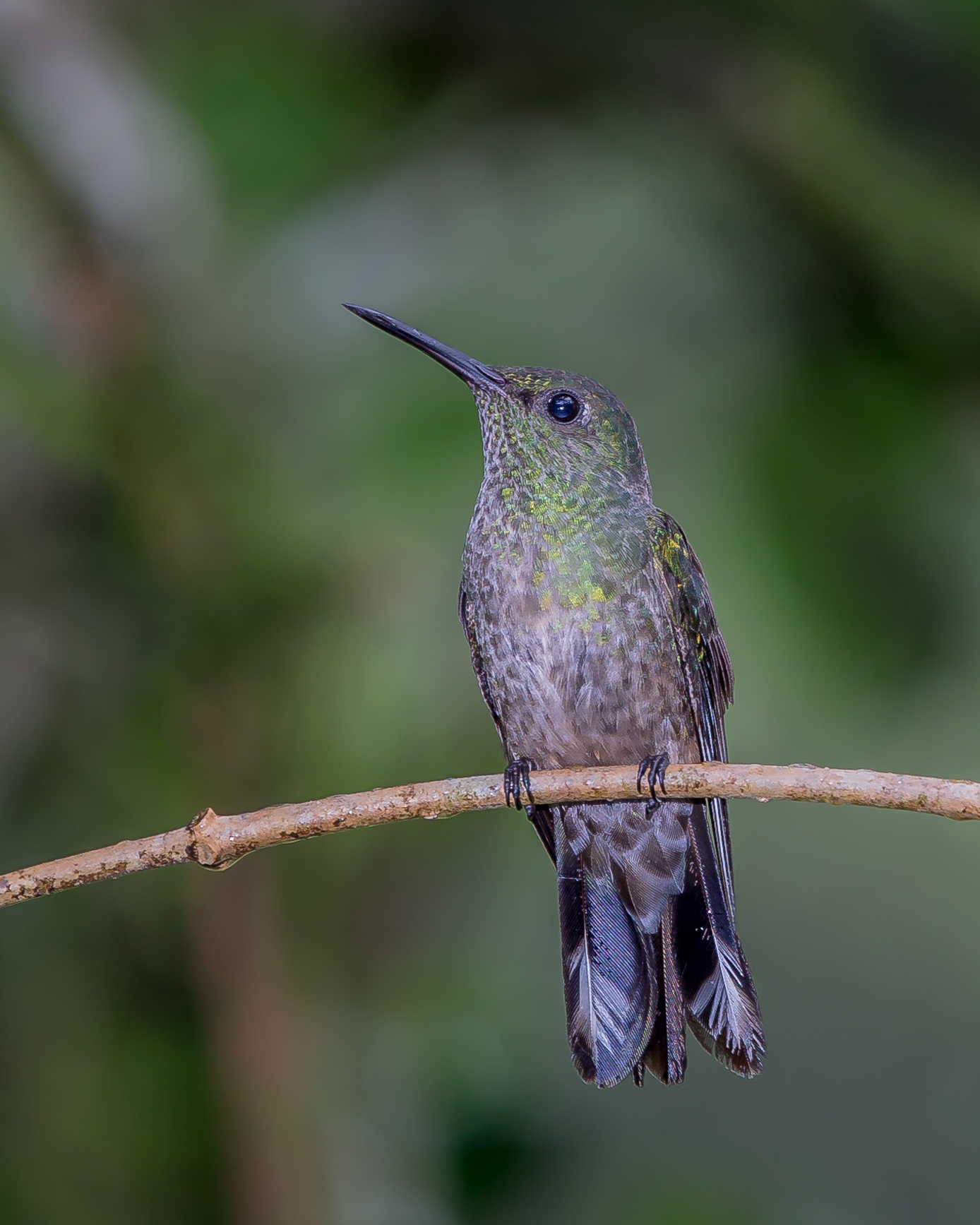
Мангровий колібрі-шаблекрил

Довжина птаха становить 11,5-3 см, самці важать 9,3-10.1 г, самиці 7,9-8,6 г. Виду не притаманний статевий диморфізм. Обличчя, шия і груди білуваті, сильно поцятковані зеленими плямами, за очима малопомітні білі плями. Тім'я, задня частина шиї і верхня частина тіла зеленувато-сірі. Живіт коричневий, поцяткований темними плямами. Хвіст широкий, квадратної форми, чорнувато-зелений, стернові пера мають білі краї. Крайні стернові пера чорні, поцятковані білими плямами, помітними, коли птах розправляє хвіст. Дзьоб короткий, прямий, довжиною 18 мм.

## Підвиди
Виділяють шість підвидів:
- P. c. roberti (Salvin, 1861) — від південно-східної Мексики до північно-східної Коста-Рики;
- P. c. maculicauda Griscom, 1932 — тихоокеанські схили Коста-Рики;
- P. c. furvescens Wetmore, 1967 — тихоокеанські схили західної Панами;
- P. c. saturatior (Hartert, E, 1901) — острів Коїба;
- P. c. cuvierii (Delattre & Bourcier, 1846) — центральна і східна Панама;
- P. c. berlepschi Hellmayr, 1915 — північне узбережжя Колумбії і нижня течія Магдалени.

## Поширення і екологія
Мангрові колібрі-шаблекрили мешкають в Мексиці, Гватемалі, Белізі, Гондурасі, Нікарагуа, Коста-Риці, Панамі і Колумбії. Вони живуть в сухих і вологих тропічних лісах і чагарникових заростях, на галявинах, в мангрових лісах, садах і вторинних заростях, на висоті до 1200 м над рівнем моря. Живляться нектаром квітів, а також комахами, яких ловлять в польоті. Гніздування припадає на сезон дощів. Гніздо чашоподібне, розміщується на дереві, на висоті від 2 до 8 м над землею.